# Thoré-la-Rochette
Thoré-la-Rochette é uma comuna francesa na região administrativa do Centro, no departamento Loir-et-Cher. Estende-se por uma área de 10,79 km². Em 2010 a comuna tinha 896 habitantes (densidade: 83 hab./km²).